# Kap Komorin

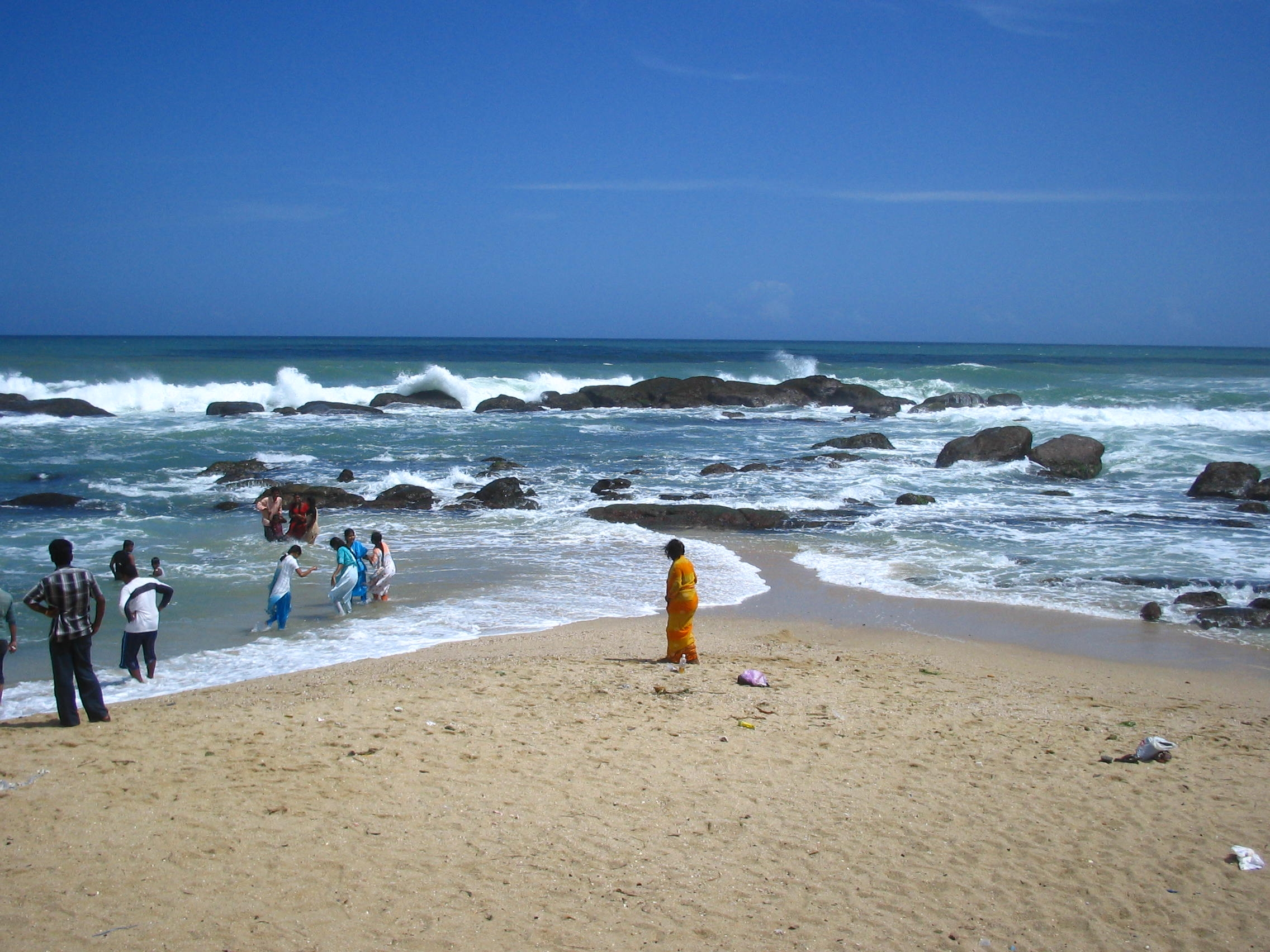
Die Südspitze des indischen Subkontinents am Kap Komorin

Das Kap Komorin (engl.: Cape Comorin) ist der südlichste auf dem Festland befindliche Punkt des indischen Subkontinents. Die auf 8° 4' nördlicher Breite und 77° 35' östlicher Länge gelegene, felsige Landspitze im Bundesstaat Tamil Nadu ist ein Ausläufer der Westghats. Zwei Ausläufer des Indischen Ozeans, das Arabische Meer und der Golf von Bengalen, treffen dort zusammen.
Am Kap Komorin befindet sich die 20.000-Einwohner-Stadt Kanyakumari, die wegen ihrer Lage an der Südspitze Indiens ein bedeutendes Pilgerziel ist. Der Name Komorin ist eine Verballhornung des tamilischen Namens Kanniyakumari, welcher „[Ort der] jungfräulichen Prinzessin“ bedeutet und auf die dort verehrte Göttin verweist.
Obgleich das Kap Komorin das Südende des indischen Subkontinents markiert, ist er nicht der südlichste Punkt des indischen Staatsgebiets: Die Inselgruppe der Nikobaren liegt noch weiter südlich.
Einige hundert Meter östlich vorgelagert sind zwei kleine Felseninseln, von denen die nächstgelegene und kleinere die Tiruvalluvar-Statue trägt, und die andere, Vivekananda Rock, das Vivekananda-Felsendenkmal.